# تپه لمبران
تپه لمبران مربوط به هزاره اول قبل از میلاد - سکایی است و در شهرستان ورزقان، بخش مرکزی، دهستان سینا، ۶۰۰ متری ضلع غربی روستای لمبران واقع شده و این اثر در تاریخ ۲۷ بهمن ۱۳۸۷ با شمارهٔ ثبت ۲۴۶۹۷ به‌عنوان یکی از آثار ملی ایران به ثبت رسیده است.